# Ribadesella
Ribadesella is een gemeente in de Spaanse provincie en regio Asturië met een oppervlakte van 84,37 km². Ribadesella telt 5.848 inwoners (1 januari 2016) en ligt aan de Costa Verde.

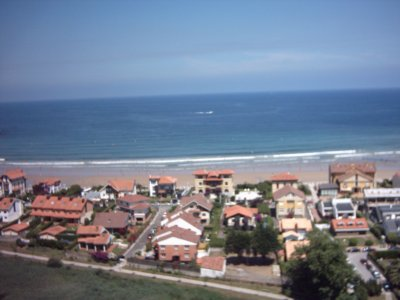
Strand van Ribadesella

## Demografische ontwikkeling
Bron: INE, 1857-2011: volkstellingen

## Bezienswaardigheden
- Grot Tito Bustillo